# Anne-Marie Sprotte
Anne-Marie Sprotte (* 8. August 1942 in Wien; † 2023) war eine deutsche Moderatorin und Fernsehansagerin.

## Leben
Anne-Marie Sprotte kam als jüngstes von drei Geschwistern in Wien zur Welt, zog aber bald mit der Familie nach München, wo sie das Gymnasium besuchte und vom Beruf der Stewardess träumte. Beim Bayerischen Rundfunk (BR) verdiente sie sich sonntags etwas Geld im Rundfunkchor. Nach dem Abitur absolvierte sie eine kaufmännische Ausbildung, die sie mit dem Handelsdiplom abschloss. Danach war sie ein Jahr Sekretärin in einem Architekturbüro und half als Ansagerin beim BR aus, der sie in derselben Funktion an den Süddeutschen Rundfunk vermittelte. 1965 folgte ein Hostessen-Job bei der Weltausstellung in New York. Danach wurde sie vom Programmdirektor des Südwestfunks (SWF), Günter Gaus, aus rund 400 Bewerberinnen als neue Fernsehansagerin ausgewählt. Als sie schließlich zum BR zurückkehrte, wurde Dagmar Berghoff ihre Nachfolgerin beim SWF.
Sprotte kündigte das ARD-Fernsehprogramm an, moderierte im Regionalprogramm die Abendschau, das Bayernstudio und den Samstagsclub, im BR2-Hörfunk die Bayernchronik, auf BR3 (wo sie von 1971 bis 1985 Stationssprecherin war) unter anderem den Schlagerladen, war bei BR1 und für den BR im ARD-Nachtexpress im Einsatz; dabei hatte sie oft erweiterte Kompetenzen, bestimmte die Musikauswahl und brachte eigene Reportagen ein. 1975 wirkte sie an der Seite ihres damaligen Ehemannes, Michael Cramer, im Film Ich denk’ mich tritt ein Pferd, ⁣⁣ mit. Über viele Jahre hinweg konnte man sie als Moderatorin für Galaabende, Benefizveranstaltungen, Modenschauen und Messen buchen.
Anne-Marie Sprotte starb, wie erst im Januar 2024 bekannt wurde, bereits einige Monate zuvor und wurde anonym bestattet.